# Лоствейв
Лоствейв (англ. Lostwave) — це термін на позначення музики, про походження якої майже немає інформації, такої як назви пісень, імена виконавців і дати запису та випуску. Пісні Лоствейв були предметом зусиль краудсорсингу в Інтернеті, що націлені на знаходження їх походження. 

## Історія
Лоствейв та його витоки сягають середини 19 століття, коли завдяки винаходу фонавтографа та фонографа Едуардом-Леоном Скоттом де Мартінвілем та Томасом Едісоном відповідно з'явилася можливість запису аудіо. Збереження записів старовинної музики зіштовхнулося із серйозними проблемами, оскільки за даними Бібліотеки Конгресу США, багато з цих записів, що охоплювали період від кінця 19-го до початку 20-го століття, були втрачені з часом. Наприклад, станом на 2024 рік лише два відсотки з понад 3000 воскових циліндрів, вироблених North American Phonograph Company між 1889 і 1894 роками, зберігаються в бібліотеці звукозаписів Національної ради зі збереження звукозаписів. 
Термін «lostwave» походить від пошуку Найзагадковішої пісні в Інтернеті, записаної Даріусом С. з німецької радіостанції Norddeutscher Rundfunk (NDR) у середині 1980-х років, ймовірно у 1984 році або пізніше. У 2007 році сестра Даріуса, Лідія Х., завантажила пісню на best-of-80s.de та The Spirit of Radio, що викликало широкий інтерес на різних Інтернет-форумах.  

## Відомі приклади

### «Найзагадковіша пісня в Інтернеті»
«Найзагадковіша пісня в Інтернеті» була записана підлітком Даріусом С. із радіопрограми, яка транслювалася на західнонімецькій радіостанції Norddeutscher Rundfunk.   Пісня була записана на касету, на якій також були інші пісні гуртів XTC і The Cure. Щоб отримати чисті копії пісень, розмови ді-джеїв було видалено, можливо, тому точна дата трансляції та назва пісні невідомі. 
Пісня була вперше опублікована в Інтернеті між 2004 і 2007 роками, але пошуки набули популярності у 2019 році, коли бразильський підліток Габріель да Сілва Вієйра дізнався про неї від Ніколаса Суніги з іспанського незалежного лейблу Dead Wax Records. Він завантажив уривок пісні на YouTube і кілька музичних спільнот Reddit, зрештою заснувавши r/TheMysteriousSong. 
27 травня 2019 року австралійський веб-сайт музичних новин Tone Deaf написав першу статтю, присвячену пісні, у якій автор Тайлер Дженке обговорював попередні етапи пошуку та відзначив його схожість із пошуком пісні 2013 року, яку врешті ідентифікували як «On the Roof». шведського музиканта Йохана Лінделла.  
Також у 2019 році вважалося, що ді-джей Пол Баскервіль має відношення до цієї пісні, бо вона була записана з його програми Musik für junge Leute («музика для молоді»).    Він підозрює, що це був демо-запис, який один раз увімкнув в ефірі ведучий NDR, а потім викинув. 

### «Ulterior Motives» / «Everyone Knows That»
У 2021 році користувач WatZatSong carl92 завантажив 17-секундний фрагмент пісні, записаної між 1982 і 1999 роками; він стверджував, що знайшов запис серед файлів у резервній копії DVD, і припустив, що це залишилося з тих часів, коли він вчився записувати аудіо. Він також стверджував, що фрагмент був датований 1999 роком і, можливо, походив з Іспанії, де carl92, за його словами, жив.    Спочатку користувачі називали пісню «Everyone Knows That» через текст уривку.
Спочатку пошуки пісні повільно набирали обертів, але з часом привернули увагу.  Було створено сабреддіт, присвячений пошуку пісні, 7 січня 2024 французька комерційна телевізійна мереже TF1 взяла інтерв'ю у двох його учасників.  Можливі джерела пісні включали трансляцію MTV 1990-х, продакшн-музику й рекламний джингл. 
28 квітня 2024 року пісню було ідентифіковано як «Ulterior Motives» Крістофера та Філліпа Бутів із порнографічного фільму 1980-х «Ангели пристрасті». 

### "On the Roof"
«On the Roof» — пісня шведського музиканта Йохана Лінделла під псевдонімом Stay (The Second Time Around). Вона залишалася неідентифікованою до 2013 року, коли слухач шведської радіостанції PP3 запустив пісню в надії, що інші її впізнають.  Лінделл покинув музику, щоб продовжити кар’єру в живописі, й не знав про пошуки.  

### D>E>A>T>H>M>E>T>A>L
У 2016 році користувач 4chan попросив допомогти ідентифікувати демо D>E>A>T>H>M>E>T>A>L від Panchiko, яке він знайшов у магазині Oxfam у Британії. Було видно назву гурту, назву альбому та обкладинку, проте учасників гурту, Овейна, Енді, Шона та Джона, ідентифікували лише за їхніми іменами, а в Інтернеті не було жодної інформації про гурт чи його учасників. У 2020 році членів гурту було ідентифіковано за допомогою метаданих із наклейки з цінами, ці дані дозволили геолокувати благодійний магазин у Шервуді, Ноттінгем, і зв’язатися з користувачами Facebook з такими ж іменами в районі Шервуда.  Відтоді гурт возз’єднався та вирушив у численні міжнародні тури, а також випустив дебютний альбом. 

### "How Long (Will It Take)"
«How Long (Will It Take)» — пісня канадської музикантки Паули Толедо, яка була ліцензована для використання у телефільмі Secret Lives і серіалі 15/Love.  Фрагменти з пісні були використані в меню двох російських піратських DVD-дисків, кожен з яких містив кілька фільмів. Пошуки пісні почалися, коли вона була розміщена на українському інтернет-форумі у серпні 2007 року, де вона стала відомою як «How Long Will It Take».  У грудні 2023 року користувач the-arabara знайшов пісню після пошуку в базі даних Товариства композиторів, авторів і музичних видавців Канади.  Після того, як Толедо дізналася про пошук від свого сина, вона завантажила пісню на Bandcamp та інші стрімінгові сервіси, а кошти зі сторінки Bandcamp були передані благодійному фонду Music Heals.  Незабаром після цього на стрімінгових сервісах почали з’являтися неліцензійні версії пісні, вона запідозрила, що це стрімінгове шахрайство. 

## Дивись також
- Загублені медіа
- Пошук за звуком